# Portrait de fillette
Portrait de fillette – ou La Robe de dentelle – est un tableau réalisé par la peintre américaine Mary Cassatt en 1879. De format vertical, cette huile sur toile impressionniste est le portrait à mi-corps d'une jeune enfant blonde en robe et chapeau blancs devant un fond jaune. Le modèle serait Odile Fèvre, une nièce d'Edgar Degas. Don de René Domergue en 1983, l'œuvre est conservée au musée des Beaux-Arts de Bordeaux, à Bordeaux, en France.